# كسار كلارك
كسار كلارك (الاسم العلمي: Nucifraga columbiana)، والذي يشار إليه أحيانًا باسم غراب كلارك أوغراب نقار الخشب، طائر من فصيلة الغرابيات. وهو أصغر بقليل من قريبهُ الخساف، ثوبه رمادي باستثناء الأجنحة ذات اللون الأبيض والأسود وريش الذيل المركزي (الخارجية هي بيضاء). الساقين والقدمين سوداء اللون . يستمد هذا الطائر اسمه من المستكشف ويليام كلارك. أعطانه شمال أمريكا في الولايات المتحدة الأمريكية وكندا وشمال شرق المكسيك. توجد بشكل رئيسي في الجبال على ارتفاعات تتراوح بين 900-3,900 متر (3,000 - 12,900 قدم) في غابات الصنوبر.